# Габріеле Сальваторес
Габріеле Сальваторес (італ. Gabriele Salvatores; нар. 30 липня 1950, Неаполь) — італійський кінорежисер, та сценарист.
Його фільм «Середземне море» отримав премію американської кіноакадемії «Оскар» 1992 року в номінації «Найкращий фільм іноземною мовою». У 1997 році фільм Сальватореса «Нірвана» отримав дві нагороди італійської кіноакадемії «Давид ді Донателло» за найкращий сценарій і звук.

## Вибрана фільмографія
- 1991 — Середземне море
- 1992 — Пуерто Ескондідо
- 1997 — Нірвана
- 2003 — Я не боюся